# Čínská vodní kaligrafie
Čínská vodní kaligrafie (v čínském originále: 地书, pchin-jin: dìshū = doslovně na zem psaná kaligrafie) je oblíbená volnočasová aktivita starší generace Číňanů, hlavně mužů v důchodovém věku, v menší míře pak mužů i žen v mladším věku či dokonce dětí. Jak napovídá samotný název, jedná se o kaligrafii psanou obyčejnou vodou na chodník nebo silnici zpravidla ve veřejných parcích.  Tato činnost je jednoduchý, ekologický a levný způsob jak nejen trénovat psaní kaligrafie, ale také cesta jak procvičovat mysl i tělo. 
Obsah vodou psaných textů vychází z klasické čínské literatury – poezie nebo aforismů. Styl psaní se u každého liší, mezi nejoblíbenější patří kurzivní písmo (čínsky: 行书 pchin-jin: xíngshū)  nebo konceptní písmo (čínsky: 草书 pchin-jin: cǎoshū). Kombinace literatury ve spojení tahů štětcem nutí pracovat nejen tělo, ale zároveň je potřeba zapojit i mysl. Zároveň je důležitou součástí vodní kaligrafie i naplnění potřeby socializace. 

## Historie

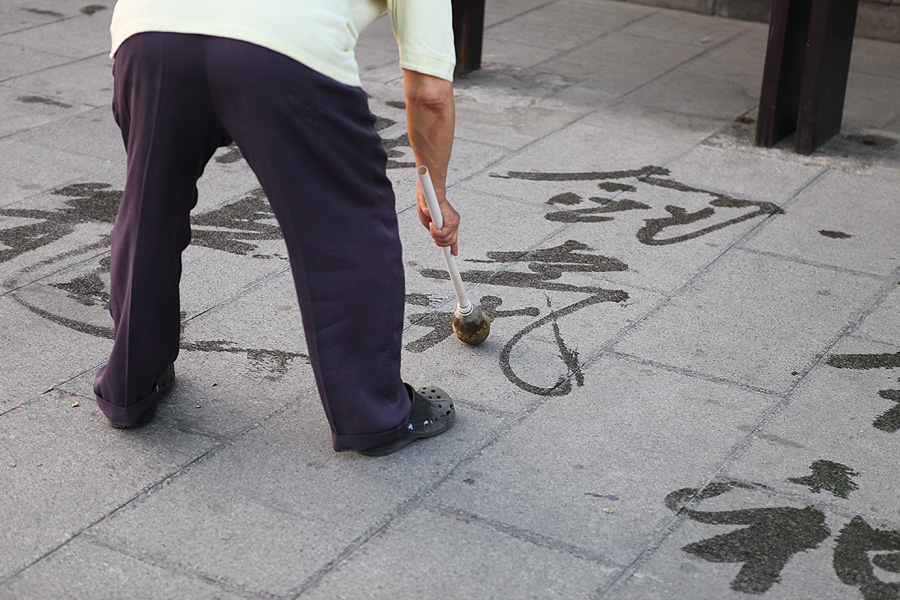
Muž trénující vodní kaligrafii v Pei-chajském parku v Pekingu.

Tento koníček se začal objevovat spolu s reformami po roce 1978 a otevřením Číny světu, a to zhruba od začátku 80. let 20. století, kdy se nejprve stal velmi populárním ve veřejných parcích v západním Pekingu. Odsud se následně rychle rozšířil do všech koutů Číny. V rámci reforem byla v Čínské lidové republice zavedena politika jednoho dítěte, což je pokládáno za jeden z důvodů, proč od té doby narůstala u osob v důchodovém věku obliba ve venkovních aktivitách ať už skupinových, jako jsou například tance na náměstích, šachy, tchaj-ťi čchüan, nebo těch pro jednotlivce, jako je právě vodní kaligrafie.  Protože potomci současných důchodců mívají zpravidla jedno dítě, není potřeba, aby se při péči o dítě tolik zapojovali i prarodiče a spolu s nízkým důchodovým věkem (60 let u mužů a 50 let u žen) se snaží čínští důchodci hledat způsoby, jak zahnat v důchodu nudu. Vzhledem k tomu, že počet této sociální skupiny v současnosti narůstá, tak i počet lidí, kteří se vodní kaligrafii věnují se neustále zvyšuje, stejně jako její popularita. 

## Asociace vodní kaligrafie
Psaní vodní kaligrafie se stalo natolik populární, že v roce 2010 vznikla asociace Tao Ran Di Shu (čínsky: 陶然地书 pchin-jin: táorán dì shū), která spojuje její nadšence, a své obdoby má i v jiných městech Číny.  To, že je vodní kaligrafie je vhodná pro všechny věkové skupiny, potvrzuje i fakt, že jejím nejmladším členem byl pětiletý Wang Zifan a naopak nejstarším 95letý Gai Lide. Asociace také každoročně pořádá národní soutěž, která se těší přízni nadšenců vodní kaligrafie. 